# Letní paralympijské hry 1968
Letní paralympijské hry 1968, oficiálně III. letní paralympijské hry (hebrejsky המשחקים הפאראלימפיים ה-3‎), se konaly v izraelském Tel Avivu.[Slavnostní zahájení proběhlo 4. listopadu 1968, ukončení se pak uskutečnilo 13. listopadu 1968.
Československo se her nezúčastnilo.

## Seznam sportů
| - Lukostřelba - Atletika - Dartchery | - Bowls - Vzpírání | - Snooker - Plavání - Stolní tenis | - Basketbal (vozíčkáři) - Šerm (vozíčkáři) |

## Pořadí národů
| Pořadí | Země                  | Zlato | Stříbro | Bronz | Celkem |
| ------ | --------------------- | ----- | ------- | ----- | ------ |
| 1      | USA                   | 33    | 27      | 39    | 99     |
| 2      | Spojené království    | 29    | 20      | 20    | 69     |
| 3      | Izrael                | 18    | 21      | 23    | 62     |
| 4      | Austrálie             | 15    | 16      | 7     | 38     |
| 5      | Francie               | 13    | 10      | 9     | 32     |
| 6      | Západní Německo       | 12    | 12      | 11    | 35     |
| 7      | Itálie                | 12    | 10      | 17    | 39     |
| 8      | Nizozemsko            | 12    | 4       | 4     | 20     |
| 9      | Argentina             | 10    | 10      | 10    | 30     |
| 10     | Jihoafrická republika | 9     | 10      | 7     | 26     |